# دومنتی کولومبگوو
دومنتی کولومبگوو (آسی: Хъуылымбегты Сардионы фырт Доменти؛ زادهٔ ۴ ژانویهٔ ۱۹۵۶) سیاست‌مدار اهل گرجستان و به عنوان چهاردهمین نخست وزیر جمهوری نیمه‌ریاستی اوستیای جنوبی شناخته می‌شود.